# Thaddée Lebel
Thaddée Lebel né le 21 mai 1872 à Québec et mort le 31 août 1946 dans la même ville est un photographe québécois.

## Biographie
De 1888 à 1913, Thaddée Lebel travaille au studio Livernois en compagnie de Jules Livernois. Il installe un laboratoire dans la maison qu’il habite avec ses beaux-parents, sur la rue Sainte-Julie, près de l’hôtel du Parlement.
Au cours des années 1920 et 1940, il réalise à titre de photographe indépendant, des commandes pour le Secrétariat de la province de Québec, l’archiviste de la Province, la Commission de l’exposition provinciale et la Ville de Québec. Il réalise des photographies de différents chantiers de construction dont la Dominion Textile près de la Chute Montmorency, le Musée de la Province de Québec, l'église Saint-Roch, etc.
La division des archives de la ville de Québec fait l'acquisition de son fonds de photographies et négatifs sur verre en 1985. 

## Expositions posthumes
- 2021 : Regard sur Québec : Thaddée Lebel, photographe, Villa Bagatelle, Québec
- 1987 : Déclic sur Québec, Voûtes du Palais, Ville de Québec[5]

## Musées et collections publiques
- Bibliothèque et archives nationales du Québec, collection initiale
- Musée McCord[6]
- Musée national des beaux-arts du Québec[7]

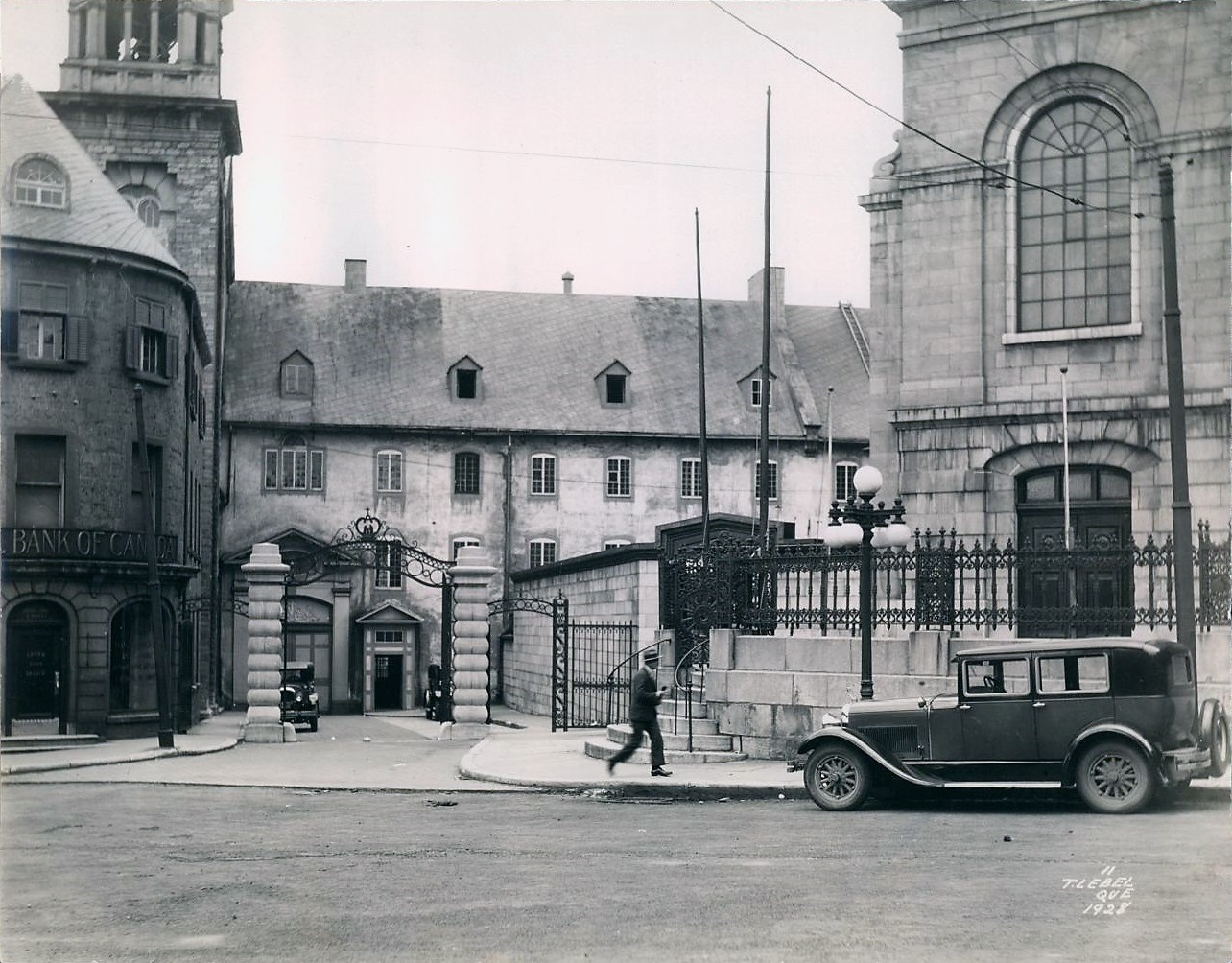
Rue Sainte-Famille angle Côte de la Fabrique - Séminaire de Québec, BANQ
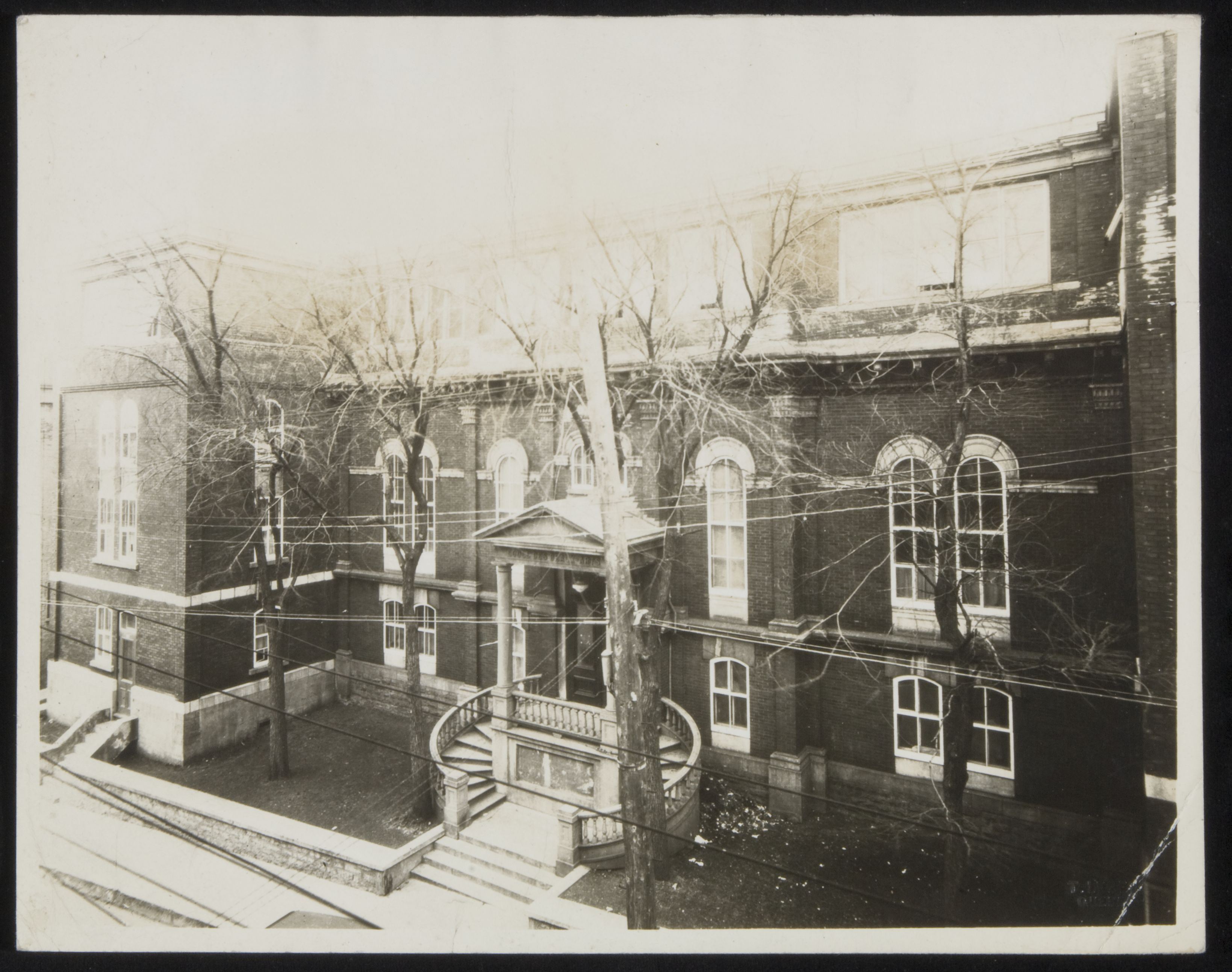
École des beaux-arts de Québec, MNBAQ
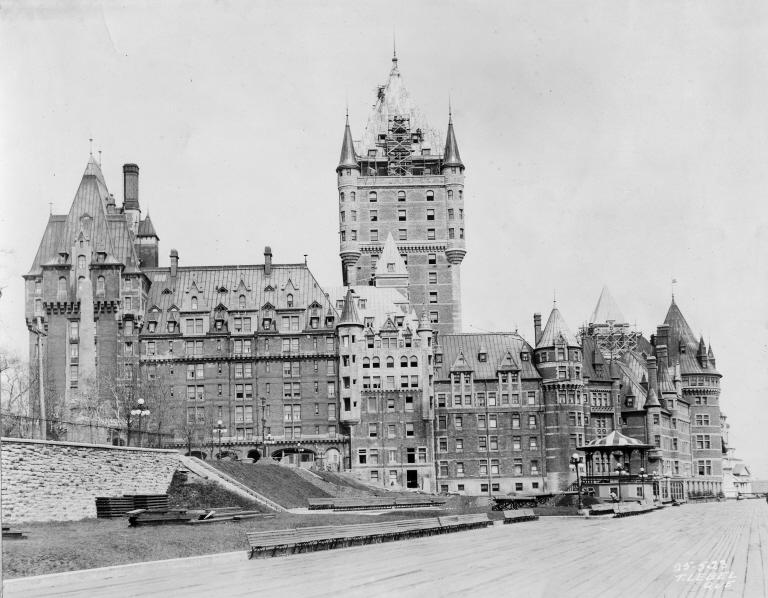
Château Frontenac, 1923
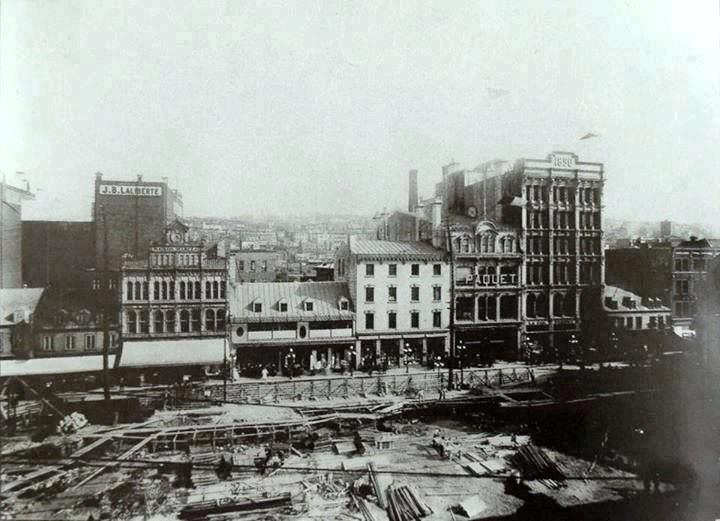
Construction de l'église Saint-Roch, 1915